# Across the River and into the Trees
Across the River and into the Trees es una película dramática de 2022 escrita por Peter Flannery y dirigida por Paula Ortiz, basada en la novela de 1950 homónima de Ernest Hemingway. Está protagonizada por Liev Schreiber, Matilda De Angelis, Danny Huston, Josh Hutcherson y Laura Morante. La película se estrenó en el Festival de Cine de Sun Valley el 30 de marzo de 2022.

## Sinopsis
Richard Cantwell es un coronel del ejército estadounidense atormentado por la guerra, que se enfrenta a la noticia de que padece una enfermedad terminal con estoica indiferencia. Un encuentro casual con una joven comienza a reavivar en él la esperanza de renovarse.

## Reparto
- Liev Schreiber como El coronel Richard Cantwell
- Matilde De Angelis
- Danny Huston
- Josh hutcherson
- Laura Morante
- Javier Cámara

## Producción
En 2016, Pierce Brosnan, Isabella Rossellini y María Valverde se unieron al elenco de una adaptación cinematográfica de Al otro lado del río y entre los árboles de Ernest Hemingway, con Martin Campbell como director a partir de un guion de Peter Flannery. En septiembre de 2020, Paula Ortiz reemplazó a Campbell como directora, se reformularon todos los roles y se unieron al elenco Liev Schreiber, Matilda De Angelis, Laura Morante, Javier Cámara y Giancarlo Giannini. En noviembre, se agregó Josh Hutcherson al elenco, y Danny Huston se unió al año siguiente en febrero. La fotografía principal de la película estaba programada para comenzar en Venecia en octubre de 2020 en medio de la pandemia de COVID-19 en Italia con el director de fotografía Javier Aguirresarobe. El 3 de marzo de 2021, se informó que la producción había concluido y que Kate y Stuart Baird realizarían la edición.

## Lanzamiento
La película inauguró el Festival de Cine de Sun Valley el 30 de marzo de 2022.